# 长序水麻
长序水麻（学名：Debregeasia wallichiana）为荨麻科水麻属下的一个种。

## 扩展阅读
- 維基物種上的相關：长序水麻